# Nova Scotia Oilers
Nova Scotia Oilers je bil profesionalni hokejski klub iz Halifaxa, Nova Škotska. Deloval je v ligi American Hockey League od 1984 do 1988. Domača dvorana kluba je bila Halifax Metro Centre. Klub je bil podružnica NHL moštva Edmonton Oilers, zato je imel tudi podoben logotip kot klub iz Edmontona. 
Klub je nastal leta 1984 in deloval štiri sezone do selitve v Sydney, Nova Škotska. Prve tri sezone je moštvo vodil trener Larry Kish, četrto sezono pa ga je zamenjal Ron Low. Po selitvi je moštvo prevzelo novo ime Cape Breton Oilers. Ker s selitvijo ni bilo več kluba v Halifaxu, je praznino zapolnil klub Halifax Citadels, ki je deloval le pet let. 

## Izidi

### Redna sezona
| Sezona  | Tekem | Zmag | Porazov | Remijev | PPP | TOČ | GF  | GA  | Uvrstitev             |
| ------- | ----- | ---- | ------- | ------- | --- | --- | --- | --- | --------------------- |
| 1984/85 | 80    | 36   | 37      | 7       | —   | 79  | 292 | 295 | 4. v Severni diviziji |
| 1985/86 | 80    | 29   | 43      | 8       | —   | 66  | 314 | 353 | 6. v Severni diviziji |
| 1986/87 | 80    | 38   | 39      | —       | 3   | 79  | 318 | 315 | 4. v Severni diviziji |
| 1987/88 | 80    | 35   | 34      | 9       | 2   | 81  | 323 | 343 | 4. v Severni diviziji |

Legenda: PPP - porazov po podaljških

### Končnica
Legenda:

Z - zmaga, P - poraz
| Sezona  | 1. krog                      | 2. krog                      | Finale                       |
| ------- | ---------------------------- | ---------------------------- | ---------------------------- |
| 1984/85 | P, 2-4, Maine                | —                            | —                            |
| 1985/86 | Se niso uvrstili v končnico. | Se niso uvrstili v končnico. | Se niso uvrstili v končnico. |
| 1986/87 | P, 1-4, Sherbrooke           | —                            | —                            |
| 1987/88 | P, 1-4, Maine                | —                            | —                            |

## Vidnejši igralci
- Bruce Boudreau
- Dean Hopkins